# Ahmed Hussein al-Ghaschmi

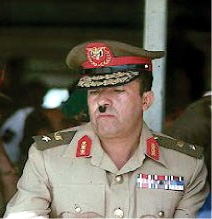
Ahmed Hussein al-Ghaschmi (1976)

Ahmed Hussein al-Ghaschmi (auch al-Ghashmi; * 1941; † 24. Juni 1978 in Aden; arabisch أحمد حسين الغشمي, DMG Aḥmad Ḥusain al-Ġašmī) war in den Jahren 1977 und 1978 Staatspräsident der Jemenitischen Arabischen Republik (Nordjemen).
Er stammt aus der Stammeskonföderation Baqil und war der Bruder eines Stammesführers. Nach der Revolution von 1962 trat er in die Armee ein und nahm bis 1970 aktiv am Bürgerkrieg teil. Als Generalstabschef und Vizepräsident der Arabischen Republik Jemen kam er am 11. Oktober 1977 als Nachfolger von Präsident al-Hamdi durch einen Militärputsch an die Macht, bei dem der Präsident und sein Bruder ums Leben kamen.
Er stand als Präsident Saudi-Arabien sehr nahe und musste sich mit Stammesrevolten im Norden des Landes auseinandersetzen. Er kam selbst bei einem Attentat ums Leben. Als Sprecher der Konstituierenden Volksversammlung folgte Abd al-Karim Abdullah al-Araschi am 24. Juni 1978 dem ermordeten Präsidenten nach, wurde aber bereits am 18. Juli 1978 durch Ali Abdullah Salih abgelöst.